# Pseudoscopelus altipinnis
Pseudoscopelus altipinnis är en fiskart som beskrevs av Parr, 1933. Pseudoscopelus altipinnis ingår i släktet Pseudoscopelus och familjen Chiasmodontidae. Inga underarter finns listade i Catalogue of Life.